# Гречану, Тудор

Румынские лётчики-асы, награждённые орденом Михая Храброго: Константин Кантакузино (первый слева), Иоан Дицезаре (второй слева), Тудор Гречану (в середине), Александру Шербанеску (второй справа) и Иоан Милу. 1943 г.

Тудор Гречану (рум. Tudor Greceanu; 13 мая 1917, Бухарест Румыния — 29 декабря 1994, там же) — румынский лётчик-ас, один из самых результативных пилотов-истребителей за всю историю румынской авиации. Первый румынский лётчик, поднявшийся в воздух на реактивном истребителе.
В ходе Второй мировой войны капитан Тудор Гречану имел свыше тысячи часов боевых вылетов, как на Восточном, так и на Западном театре боевых действий, одержал 20 подтвержденных и 16 побед, отнесенных к разряду вероятных и потому не имеющих официального подтверждения (По другим данным, сбил 42 самолёта противника).

## Биография
Представитель древнего дворянского рода Гика. Внук Иона Гика. В 1939 закончил авиашколу штурманов, а в 1940 получил лицензию пилота. Освоив истребители, двухмоторные бомбардировщики и «слепые» полеты, Гречану некоторое время служил в качестве инструктора, а затем был направлен в Gr.5 Van. С весны 1943 г. локотенент Гречану в составе Gr.7 Van. прибыл на восточный фронт.
11 мая 1943 г. Гречану был включен в состав Esc. 57 Van. под командованием капитана Александру Шербанеску.
В течение 18 июля «Мессершмитты» Gr.7 Van. сбили 15 советских самолётов, и ещё пять побед были отнесены к разряду вероятных. Среди пилотов, одержавших победы, был и Гречану. На следующий день он сбил ЛаГГ-3, а 23 июля на его счету был ещё один советский истребитель. 4 августа 1943 Гречану сбил Ил-2, а затем 13 августа записал на свой счёт ещё одну победу. 30 августа румынский ас в числе других пяти летчиков-истребителей был награждён орденом Михая Храброго 3-го класса.
13 февраля 1944 г. Гречану был назначен командиром Esc.48 Van., входившей в состав Gr.9 Van., командиром которой в тот же день стал капитан Шербанеску.
10 марта 1944 Гречану сбил советский «Як». 25 апреля в ходе боя между пятью румынскими Bf-109G и группой из восьми Ла-5 и четырёх Р-39 он записал на свой счет одну «Аэрокобру».
23 июня 1944 около 500 бомбардировщиков из 15-й воздушной армии США совершили налет на Плоешти. В бою с сопровождавшими их истребителями «Мессершмитт» Гречану был сбит и совершил вынужденную посадку в 13 км западнее г. Гэешти, расположенного в 61 км юго-западнее Плоешти. Гречану получил ранение и затем два месяца провел в госпитале.
После излечения Гречану в составе Gr.9 Van. осенью 1944 — зимой 1945 участвовал в боевых действиях против Венгрии и Германии.
В послевоенные годы Гречану продолжал служить в румынской авиации. 1 июня 1945 г. он входил в группу румынских пилотов, которая принимала участие в большом авиашоу, устроенном союзниками на аэродроме Вена-Нойштадт. Рядом со стоянкой румынских Bf-109G-6 находилась стоянка немецких реактивных истребителей Ме-262. Английский полковник, отвечавший за проведение авиашоу, неожиданно предложил Гречану совершить полет на реактивном «Мессершмитте».
Гречану согласился и после 30-минутного инструктажа, проведенного одним из немецких пилотов, совершил вместе с ним десятиминутный ознакомительный полет на Ме-262. Выполнив на следующий день шестиминутный самостоятельный полет, Гречану стал первым румынским пилотом, поднявшимся в воздух на реактивном истребителе.
После войны и прихода к власти в Румынии коммунистов, он был арестован, приговорен к смертной казни, которая в последний момент была заменена длительным тюремным сроком. Гречану удалось бежать, однако он был пойман, подвергнут пыткам в тюрьме, в результате которых ему были ампутированы обе ноги и второй раз приговорен к смерти, которая затем была заменена пожизненным заключением.
Всего в различных тюрьмах и лагерях коммунистической Румынии Гречану провел пятнадцать лет и лишь в 1964 г. был освобожден в числе других политических заключенных.
Оставил книгу воспоминаний.